# Franciszek Misiąg
 Franciszek Misiąg  (ur. 26 stycznia 1938 w Świętoniowej, zm. 18 marca 2019 w Warszawie) – polski ekonomista, dr hab., wykładowca akademicki.

## Życiorys
Syn Władysława i Marii. W 1970 r. uzyskał stopień doktora nauk ekonomicznych na Wydziale Handlu Wewnętrznego Szkoły Głównej Planowania i Statystyki. Uchwałą tej samej jednostki od 1978 r. doktor habilitowany nauk ekonomicznych w zakresie ekonomiki i organizacji obrotu towarowego. Aktualnie pracownik naukowy Wyższej Szkoły Finansów i Zarządzania w Warszawie oraz profesor Instytutu Badań Rynku, Konsumpcji i Koniunktur. W przeszłości przedmiot swoich zainteresowania koncentrował na kolejności chronologicznej, kwestiach związanych z kształtowaniem powiązań między przemysłem i handlem, oddziaływaniu warunków wyjściowych na proces radykalnych zmian systemowych oraz roli państwa w transformowanej gospodarce. W ostatnim okresie życia do obszaru swoich zainteresowań zaliczał przede wszystkim wpływ systemu zarządzania na warunki funkcjonowania przedsiębiorstw oraz problematykę regulacyjną.
W 2000 odznaczony Krzyżem Kawalerskim Orderu Odrodzenia Polski.

## Publikacje
- Misiąg F., Specyfika działalności marketingowej w mikro firmach, [w:] Współczesny marketing. Strategie, Warszawa, 2008.
- Misiąg F., Wpływ wielkości przedsiębiorstwa na jego działalność marketingową, [w:] Nowe trendy i wyzwania w zarządzaniu. Koncepcje zarządzania, Warszawa, 2008.
- Misiąg F., Regionalne zróżnicowanie wykorzystania narzędzi rynku pracy, a ograniczanie bezrobocia, Warszawa, 2008.
- Misiąg F., Raport o stanie handlu wewnętrznego w 2007 roku, Warszawa, 2008.
- Misiąg F., Rozdziały V i VI, [w:] Inwestycje zagraniczne w handlu na rynkach lokalnych, Warszawa, 2007.